# Shanghai Knights
Shanghai Knights ist ein Mischgenrefilm aus Martial-Arts-Komödie und Buddy-Movie aus dem Jahr 2003. Er entstand als Fortsetzung des kommerziell erfolgreichen Films Shang-High Noon.

## Handlung
Peking, 1887: Im Herzen der Verbotenen Stadt entführen Boxer unter Führung des britischen Lord Nelson Rathbone das kaiserliche Siegel – die Verkörperung der Macht der Mandschu-Kaiser – und töten dessen Hüter. Im Sterben liegend bittet dieser seine Tochter Chon Lin, ihren Bruder Chon Wang in den USA aufzusuchen, um gemeinsam seinen Mörder zu suchen.
Chon, der im Wilden Westen als Sheriff arbeitet, erhält einen Brief von seiner Schwester und macht sich umgehend nach New York auf, wo sein Freund und Partner Roy O’Bannon arbeitet und ihr gemeinsames Vermögen verwaltet, und bittet ihn um Hilfe. Zusammen machen sich beide nach Großbritannien auf, wohin Lin die Spur Rathbones verfolgt hat. Doch im viktorianischen London stellen beide schnell fest, dass dessen Macht weit reicht. Unterstützung finden die drei jedoch im skurrilen, aber unerschütterlichen Scotland-Yard-Inspector Arthur Conan Doyle und dem pfiffigen Waisenjungen Charlie Chaplin. So können sie ein Komplott Rathbones mit Wu Chao, dem unehelichen Bruder des chinesischen Kaisers aufdecken, das beiden Männern zugutekommen soll: Chao erhält das Siegel, um damit die Feinde des Kaisers vereinen, die Verbotene Stadt stürmen und die Herrschaft über China übernehmen zu können. Im Gegenzug will Wu Chao dem an zehnter Stelle der britischen Thronfolge stehenden Lord Rathbone helfen, König von Großbritannien zu werden, indem er die vorangehenden neun Mitglieder der Königsfamilie ermordet.
Mit vereinten Kräften gelingt es ihnen, das Attentat zu verhindern, die Verschwörer zu eliminieren und die Herrscher beider Länder vor dem Tod zu bewahren. Chon Wang gewinnt endlich die Gewissheit, von seinem Vater anerkannt worden zu sein, und Roy gewinnt Lin, in die er sich verliebt hat.
Am Ende des Films werden Chon, Roy und Arthur von der britischen Königin für ihre Verdienste zu Rittern geschlagen.

## Kritik
„Aufwändig ausgestattete und zitatenreiche Jackie-Chan-Action-Komödie ohne eigentliche Höhepunkte, die selbst den Kampfchoreografien keine neuen Glanzlichter aufzusetzen weiß. Immerhin überzeugt die Spielfreude der Darsteller.“

„‚Shanghai Knights‘ ist in seiner erfrischenden Arglosigkeit ein nostalgisches Vergnügen. Mit kauzigen Gags und perfekt choreografierten Prügelszenen, in denen Drehtüren, Regenschirme und etliche andere Utensilien pfiffige Verwendung finden. Und nicht der leiseste Hauch von Zynismus weit und breit! Einfach Wohlfühl-Action.“

## Wissenswertes
Der Film entstand an mehreren Orten. Hauptsächlich wurde er in Tschechien, in den Barrandov-Studios, in Prag als Kulisse des viktorianischen Großbritanniens als auch in Karlsbad produziert. Andere Produktionsorte waren Großbritannien und Calgary in Kanada.
Chan gibt in seinen Action-Szenen wieder einmal Hommagen an klassische Filme. Während des Kampfes gegen die Raufbolde am Markt benutzt er Regenschirme als Waffen und tanzt beim Kampf zur Musik von Singin’ in the Rain mit den Tanzbewegungen Gene Kellys. Die Kletterpartie auf dem Turm, der die Big Ben beherbergt, erinnert an den Harold-Lloyd-Klassiker Ausgerechnet Wolkenkratzer! (bzw. an seine eigene Verbeugung vor dieser Szene in Projekt A). Als Chon Wang versucht, Roy aufzumuntern, indem er sich eine Flasche auf dem Kopf zerschlägt, entspricht das einer Szene John Belushis in Animal House.
Die Figur des Lord Rathbone soll an den großen britischen Schauspieler Basil Rathbone erinnern. Dieser spielte in mehreren Sherlock-Holmes-Filmen die Titelrolle und galt als einer der besten Fechter seinerzeit. Als solcher wird die Figur Lord Rathbones ebenfalls dargestellt.
Im Schlusskampf, als Lord Rathbone und Chon gegeneinander kämpfen, verwendet Rathbone sowohl exotische Kampfkunst-Techniken als auch Bewegungen aus dem Degen-, Säbel- und dem Florettfechten. Jackie Chan, der den Chon spielt, verwendete während des Kampfes einige Techniken aus dem Wushu, die man eigentlich mit dem chinesischen Jian oder dem Dao ausführt.
Gemma Jones, die Darstellerin der Queen Victoria, wurde bekannt als Mutter von Renée Zellweger in Bridget Jones – Schokolade zum Frühstück.
In mehreren Szenen kommt es zu fiktiven Querverweisen, nach denen Chon und Roy Arthur Conan Doyle zu seiner Figur Sherlock Holmes inspiriert haben. Den Namen erfindet Roy bei Rathbones Empfang spontan beim Anblick einer Aufschrift auf einer Standuhr. Als beide dann auf der Flucht verkleidet vor Arthurs Tür erscheinen, wirken ihre Silhouetten am Fenster der Tür wie die Profile von Holmes und Doktor Watson.
Während der Überfahrt nach Großbritannien erzählt Roy Chon von seiner zukünftigen Familienplanung. Unter anderem sollen seine Kinder Vera, Chuck und Dave heißen. So benennt Paul McCartney gleichfalls seine erdachten Enkelkinder in seinem Lied When I’m Sixty-Four (Zitat „grand-children on your knee, Vera, Chuck and Dave“).